# Dr. Csont (ötödik évad)
Az ötödik évad premierje 2009. szeptember 17-én volt a FOX televíziós csatornán egy kétórás epizóddal, az évad utolsó epizódját 2010. május 20-án adták le. Az egyes epizódokat csütörtökönként 20.00 órai kezdettel vetítették. Az évad 22 epizódból áll, az egyes epizódok átlagos nézettsége 10 millió fő volt az USA-ban.
Kanadában a sorozat ezen évadának vetítése 2009. szeptember 16-án kezdődött, az Egyesült Királyságban 2009. október 8-án, Ausztráliában pedig 2009. október 18-án.
Magyarországon 2011. április 11-én, 21:20-tól kezdte vetíteni az RTL Klub, az adásnap az elmúlt időkben bevált hétfő maradt.

## Epizódok
|  | Alább a cselekmény részletei következnek! |

| Epizód száma | Epizód címe                                                | Vetítés időpontja az USA-ban / Magyarországon |
| --- | ---------------------------------------------------------- | --------------------------------------------- |
| 5.01 | Harbingers in the Fountain / A szökőkút mélyén             | 2009. szeptember 17. / 2011. április 11.      |
| Egy jósnő segítségével a csapat tömegsírra bukkan egy szökőkút talapzatánál. Brennan nem tudja elviselni, hogy egy jövendőmondó vezette őket a helyszínre és a potenciális gyanúsítottak közé sorolja.                                                                         |                                                            |                                               |
| 5.02 | The Bond in the Boot / Kémek krémje                        | 2009. szeptember 24. / 2011. április 18       |
| A csapat két gyilkosságban is nyomoz: egyik áldozat egy ukrán gyémántfutár a másik egy CIA-ügynök. |                                                            |                                               |
| 5.03 | The Plain in the Prodigy / A tehetség átok                 | 2009. október 1. / 2011. május 2.             |
| Egy amish fiú maradványait találják meg a vasútállomáson. Szülei hónapokkal ezelőtt jelentették eltűnését. A fiú titokban tanult zongorázni, s tehetséges zenészpalántaként jelentkezett a zenei konzervatóriumba - azonban az amish közösségekben tilos a hangszeres zene...  |                                                            |                                               |
| 5.04 | The Beautiful Day in the Neighborhood / Jószomszédi iszony | 2009. október 8. / 2011. május 9.             |
| Egy grillpartin az éppen készülő ebéd alatt egy elégett holttestre bukkannak. A közösség tagjai közül szinte mindenkinek volt indítéka szomszédjuk meggyilkolására. A feladat nem más, mint a gyilkos fegyver(ek) felkutatása, és az indítékok számba vétele.                  |                                                            |                                               |
| 5.05 | A Night at the Bones Museum / Éjszaka a múzeumban          | 2009. október 15. / 2011. május 16.           |
| Egy elektromos kerítésen megégett holttestet találnak, amelyről bebizonyosodik, hogy valójában egy ellopott és odaapplikált múmia. Később kiderül, hogy a Jefferson intézet egyik kurátorát is meggyilkolták. Kiderül, hogy a két eset közt mi az összefüggés.                 |                                                            |                                               |
| 5.06 | The Tough Man in the Tender Chicken / Gyilkos üzem         | 2009. november . / 2011. május 23.            |
| A furcsa eset áldozatának arca olyan, mintha csirkét emberrel kereszteztek volna. Az halott a gyár egyik vezetője volt, így a gyár működését ellenző tiltakozó is gyanúsítottá válik.                                                                                          |                                                            |                                               |
| 5.07 | The Dwarf in the Dirt / Balszerencsés kobold               | 2009. november 12. / 2011. május 30.          |
| Csőtörés nyomán kerül a felszínre egy csontváz. Kiderül, hogy az illető törpe növésű volt. Több gyanúsított is van, akinek indítéka lehetett megölni az illetőt. |                                                            |                                               |
| 5.08 | The Foot in the Foreclosure / Orr és hamu                  | 2009. november 19. / 2011. június 6.          |
| Egy eladásra váró ház egyik szobájában emberi hamvakat és egy elszenesedett lábat találnak. Booth-hoz közben megérkezik nagyapja, aki felnevelte őt, s az öreg nem várt galibákat okoz.                                                                                        |                                                            |                                               |
| 5.09 | The Gamer in the Grease / A világbajnok postás esete       | 2009. december 3. / 2011. június 20.          |
| Brennan és Booth egy postás esetét vizsgálja, akiről kiderül, hogy egy 80-as évekbeli népszerű játék megszállottja, és egyben világbajnoka is volt. A játékosok világában komoly hírnévre tett szert, emiatt sok volt az ellensége.                                            |                                                            |                                               |
| 5.10 | The Goop on the Girl / Bankrabló Mikulás                   | 2009. december 10. / 2011. június 27.         |
| Karácsony előtt egy Mikulás-jelmezbe öltözött férfi kirabol egy bankot, és amikor Booth az utcán elkapja, felrobbantja magát. Kiderül, hogy a bomba valamilyen külső hatásra indult be...                                                                                      |                                                            |                                               |
| 5.11 | The X in the File / Ufóból is megárt a sok!                | 2010. január 14. / 2011. július 4.            |
| A mexikói határ mellett, a sivatagban egy kissé megszállott ufóvadász egy holttestre bukkan, és erről sokan azt hiszik, hogy földönkívülié lehetett. A nyomozásból kiderül, hogy a maradvány emberi, és a halálához semmiféle földönkívülinek nem volt köze.                   |                                                            |                                               |
| 5.12 | The Proof in the Pudding / Csontok a Fehér Házból          | 2010. január 21. / 2011. július 11.           |
| A kormány titkos szervezete egy koporsót hoz a Jefferson intézetbe, benne csontmaradványokkal. A labort lezárják és Brennanék csak akkor mehetnek ki, ha megállapították az illető halálának okát. Kiderül, hogy a csontok akár John F. Kennedy elnök maradványai is lehetnek. |                                                            |                                               |
| 5.13 | The Dentist in the Ditch / Fogas kérdés                    | 2010. január 28. / 2011. augusztus 22.        |
| Egy amerikai polgárháború egyik csatájának újrajátszása közben csontvázat fedeznek fel. Az áldozat egy fogorvos volt, s a bűntény indítéka lehetett féltékenység, homoszexualitás és kapzsiság is.                                                                             |                                                            |                                               |
| 5.14 | The Devil in the Details / Az ördög a részletekben rejlik  | 2010. február 4. / 2011. augusztus 29.        |
| Egy templomban oltárán egy megégett hullát találnak. Ennek az emberhez hasonló lénynek a fején szarvak találhatóak. Talán a gonosz műve lenne mindez?... |                                                            |                                               |
| 5.15 | The Bones on the Blue Line / Meglepetés az alagútból       | 2010. április 1. / 2011. szeptember 5.        |
| Egy földrengés miatt a csövekből előtörő víz egy hullát mos ki a metróalagútból. Az eset tanúja volt Sweets, akit a megrázó eset arra késztet, hogy átgondolja az életét. |                                                            |                                               |
| 5.16 | The Parts in the Sum of the Whole / Legendás páros         | 2010. április 8. / 2011. szeptember 12.       |
| A sorozat 100. epizódjában Sweets hamarosan befejezi könyvét, amely Bones és Booth különös kapcsolatáról szól. Booth és Brennan elmesélik neki a legelső esetüket, amiből személyes kapcsolat alakult ki.                                                                      |                                                            |                                               |
| 5.17 | The Death of the Queen Bee / Osztálytalálkozó              | 2010. április 15. / 2012. február 27.         |
| Brennan egykori gimnáziumi osztálytársát holtan találják. Az érettségi találkozón gyanús lesz, hogy a tettest talán a régi iskolatársak között találják. |                                                            |                                               |
| 5.18 | The Predator in the Pool / Ragadozó a vízben               | 2010. április 22. / 2012. március 5.          |
| Egy akvárium cápájának a hasából emberi maradványok kerülnek elő. Bones búvárruhában merül le több bizonyítékért. Egy biológusnő teljesen elvarázsolja Booth-t. |                                                            |                                               |
| 5.19 | The Rocker in the Rinse Cycle / Tiszta rock                | 2010. április 29. / 2012. március 12.         |
| A mosoda egyik mosógépében hullát találnak. A rocktáborban Booth önfeledten szórakozik, mivel ő is rock-rajongó. |                                                            |                                               |
| 5.20 | The Witch in the Wardrobe / Boszorkányság                  | 2010. május 6. / 2012. március 19.            |
| Booth és Brennan egy leégett házban egy százéves csontvázat találnak. Kiderül, hogy a XVII. század végi salemi boszorkányperben volt érintett. Egy másik elégett egy jelenkori boszorkány volt, akit épp ezért öltek meg.                                                      |                                                            |                                               |
| 5.21 | The Boy with the Answer / A Sírásó                         | 2010. május 13. / 2012. március 26.           |
| Brennan, Booth, és Hodgins a Sírásó, azaz Heather Taffett tárgyalásán tanúk. Taffett egykori ügyészként megnehezíti a dolgukat. |                                                            |                                               |
| 5.22 | The Beginning in the End / Új utakon                       | 2010. május 20. / 2012. április 2.            |
| Egy bérházban leszakad a plafonja majd egy hulla. Booth-t a hadsereg felkéri, hogy Afganisztánban legyen kiképzőtiszt. Daisy ösztöndíjat kap egy indonéziai kutatásra, és Brennan is vele tart.                                                                                |                                                            |                                               |